# Alandy
Alandy, v češtině i Ålandy (švédsky Åland [óland], finsky Ahvenanmaa), je autonomní, demilitarizovaná a švédsky mluvící provincie Finska a souostroví v Baltském moři na jihozápad od Finska. Hlavním městem je Mariehamn.
Alandy jsou rozprostřeny na ploše cca 13 320 km² v hrdle Botnického zálivu a sestávají z 6 757 ostrovů a útesů, které představují 1 553 km² pevniny a které jsou součástí rozlehlého souostroví v Ostrovním moři. Jen 60 ostrovů je obydlených. Největší ostrov se jmenuje Åland (švédsky Fasta Åland, finsky Ahvenanmanner). Z hlavního ostrova je dvakrát blíže k Švédsku než k finskému pobřeží. Na Alandech bydlí asi 30 000 obyvatel, souostroví má vlastní parlament, který má pravomoc vydávat zákony v některých oblastech.

## Dějiny
Alandy byly po staletí nedílnou částí Švédska, které je po prohrané válce roku 1809 muselo Fredrikshamnským mírem spolu s Finskem přenechat Rusku. V letech 1809 až 1917 tak byly v rámci Finského velkoknížectví částí ruské říše. Strategická poloha ostrovů uprostřed Baltu vedla v roce 1856 k uzavření tzv. Alandské konvence mezi Velkou Británií, Francií a Ruskem, podle níž měly ostrovy napříště zůstat demilitarizované (bez pevností, vojenských posádek či námořních základen). Když Finsko získalo roku 1917 nezávislost, požadovali švédští obyvatelé Aland téměř jednomyslně (96 %) připojení ke Švédsku. Spor mezi Švédskem a Finskem o ostrovy projednávala Společnost národů, která se nakonec spokojila s finským příslibem rozsáhlé autonomie. Podle jejího rozhodnutí z roku 1921 tak Alandy zůstaly autonomní a demilitarizovanou součástí Finska.

## Symboly
Alandy, finské závislé území, užívá vedle finských symbolů i své vlastní.

### Vlajka
Alandská vlajka je tvořena modrým listem o poměru stran 17:26 se skandinávským křížem – červeným, žlutě lemovaným. Rozměry polí různých barev Alandské vlajky jsou horizontálně 16:3:4:3:26 a vertikálně 12:3:4:3:12.

### Znak
Znak Aland je tvořen modrým štítem se zlatým jelenem. Nad štítem je koruna staršího švédského stylu.

### Hymna
Alandská hymna je píseň Ålänningens sång (česky Píseň o Alandských lidech, finsky Ahvenanmaalaisten laulu). Text hymny napsal John Grandell, hudbu složil Johan Fridolf Hagfors.

## Geografie
Krajina, jejíž podklad tvoří žula, je vcelku plochá, nejvyšší bod Orrdalsklint na severu hlavního ostrova dosahuje výšky 129 m nad mořem. Podnebí je ve srovnání s vnitrozemskými oblastmi Finska velmi mírné, což přispívá k rozvoji místního zemědělství. Průměrná roční teplota činí 5,8 °C (v únoru −3,4 °C, v červenci 16,0 °C), roční úhrn srážek 631 mm.

### Ostrovy

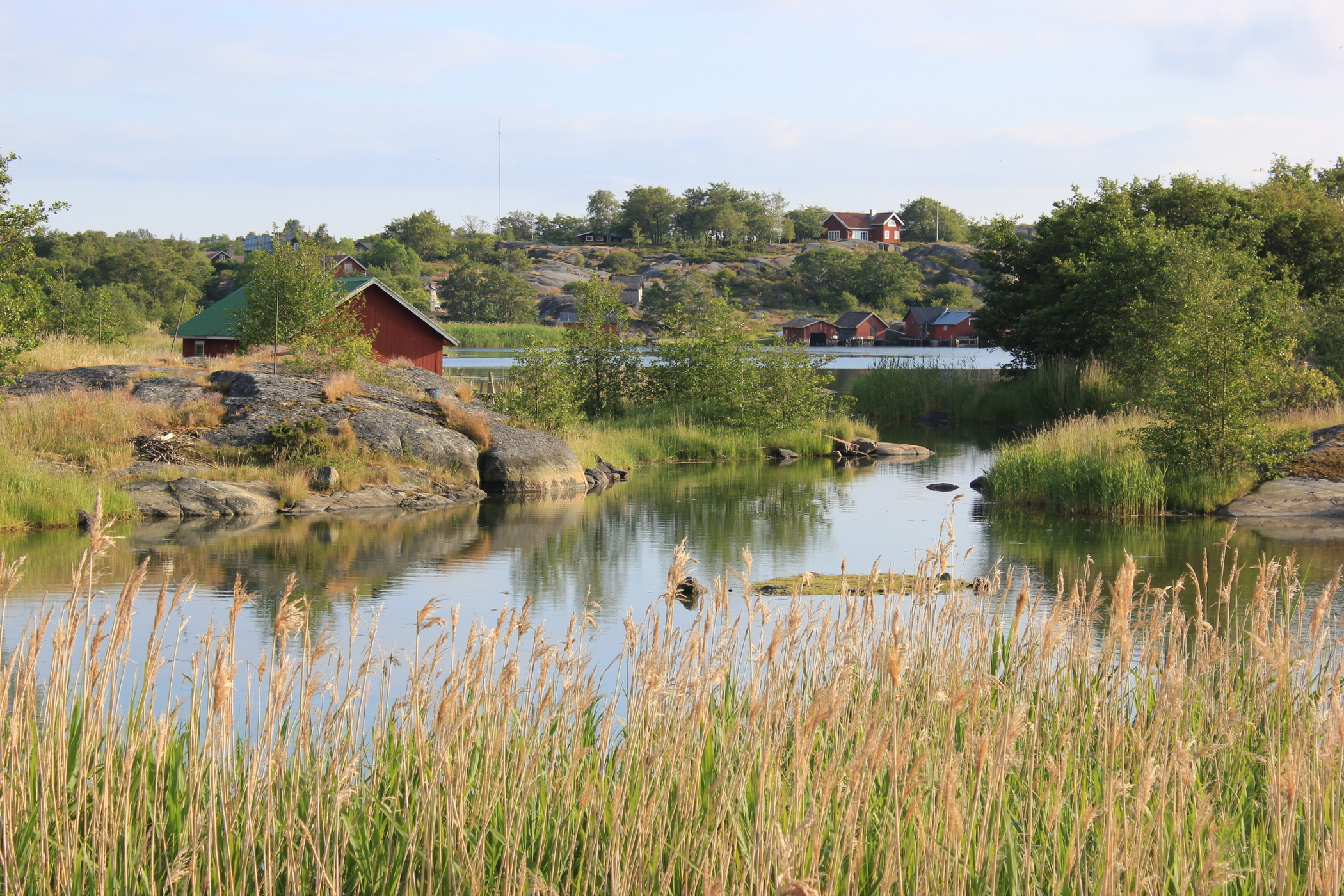
Alandský ostrov Kökar

Největší ostrov se jmenuje Aland (švédsky Fasta Åland, finsky Ahvenanmanner). Má rozlohu 685 km² a žije na něm přes 90 % z více než 26 000 obyvatel kraje. Další větší ostrovy jsou Lemland (92 km²), Eckerö (91 km²), Lumparland (33 km²), Vårdö (29 km²), Östersocknen (23 km²), Kumlinge (23 km²), Hummersölandet (17 km²), Degerö (14 km²), Hellsö (13 km²),
Enklinge (12 km²), Sonnbodalandet (10 km²), Kökar (10 km²) a Seglinge (10 km²). Obydlených ostrovů je 65.

## Politické zřízení

Mapa Aland

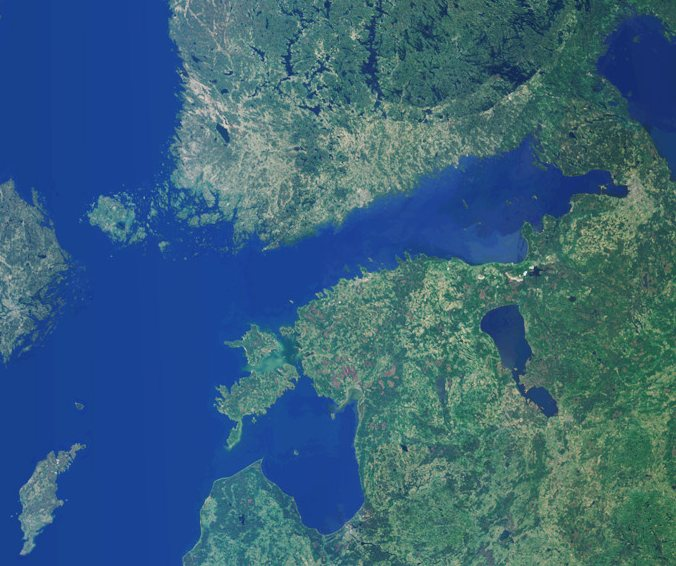
Družicový snímek Finského zálivu a okolí. Hrdlo Botnického zálivu i s Alandy je v levé části snímku

Alandy mají vlastní parlament, který má pravomoc vydávat zákony v oblastech školství, kultury, zdravotnictví, životního prostředí, dopravy, podpory průmyslu, pošty a telekomunikací.
Finský stát ale má právo, kromě jiných, vybírat na Alandech daně. 0,45 % příjmu finského rozpočtu jde zpátky na Alandy. K tomu Alandy ještě dostávají doplatek, pokud příjmy z Aland převýší 0,5 % příjmu finského rozpočtu.
Pouze občané Aland mají právo vlastnit na Alandech pozemky. Občanem se může stát člověk, který se narodil občanu nebo občance Aland. Imigrant může po pěti letech a prokázání znalosti švédštiny požádat o status občana, rovnající se zároveň finskému občanství. Právo občana člověk ztrácí, pokud žije více než pět let mimo ostrovy. Občané Aland, kteří se na ostrovech narodili, nebo se na ně přistěhovali před svým dvanáctým rokem, jsou vyjmuti z povinné vojenské služby. Na rozdíl od zbytku Finska je zde švédština jedinou úřední řečí. 88 % obyvatel mluví švédsky.
Alandy mají výlučný vztah k Evropské unii. Ačkoli mezinárodní politika náleží finské vládě, Alandy mají v EU řadu výjimek. Nepodléhají například daňovému systému EU a jsou mimo celní oblast EU. Alandy jsou součástí Schengenského prostoru.

## Administrativní dělení Aland
Na ostrovech je šestnáct obcí, které jsou seskupeny do tří seutukunt (okresů). Obcí s nejvíce obyvateli je Mariehamn, nejméně, jen o něco více než sto obyvatel má Sottunga.
- Mariehamn
- Finström
- Jomala
- Lemland
- Saltvik
- Hammarland
- Sund
- Eckerö
- Föglö
- Brändö
- Geta
- Vårdö
- Lumparland
- Kumlinge
- Kökar
- Sottunga

## Hospodářství
Ekonomika Aland je velmi malá, na ostrovech funguje asi 2 600 firem, z nichž 700 patří k zemědělství. Pouze asi 20 společností má přes 50 zaměstnanců. 40 % HDP je vytvářeno v námořním průmyslu. Převážně rozmach tohoto průmyslu také způsobuje, že na ostrovech je nedostatek pracovních sil, které tak dojíždějí z Finska a Švédska.
Alandy jsou oblíbeným turistickým cílem, neboť jsou nejteplejší částí Finska a je možno na nich prožít klidnou dovolenou. Turisté velmi často jezdí po ostrovech na kole. Nejsou zde totiž žádné velké kopce a ostrovy jsou malé. Nejvyšším bodem celého kraje je Orrdalsklint o nadmořské výšce 129 m n. m. Mezi ostrovy také fungují pravidelné přívozy, často bezplatné.

## Zajímavosti
- V Mariehamnu lze navštívit Alandské muzeum, Muzeum mořeplavectví a muzejní loď Pommern.
- Alandy mají vlastní národní doménu nejvyššího řádu .ax (od roku 2006 nahrazuje původně používanou doménu druhého řádu .aland.fi; zároveň se používá i doména .eu).
- Od roku 1984 Alandy vydávají vlastní poštovní známky (úřad Posten Åland sídlí ve městě Jomala), jsou členy SEPAC („Společnost malých evropských poštovních úřadů“).[6]
- Alandy jsou členem skupiny Baltic Islands Network.
- Trajekty společnosti Viking Line zajišťující dopravu mezi Alandy a Švédskem i zbytkem Finska.
- Do Mariehamnu na ostrovech pořádala společnost Birka Line ve Švédsku oblíbené zábavné okružní plavby Birka Cruises za nezdaněným alkoholem. V červenci 2020 byl provoz pozastaven.
- Žije zde finská spisovatelka píšící švédsky Karin Erlandsson, která v roce 2022 byla nominována na literární cenu Severské rady za svůj román Hem (Domov).
- Specialitou alandské kuchyně je alandský lívanec, vysoký zákusek z krupice.[7]